# Campionamento stratificato
Il campionamento stratificato è una procedura di campionamento probabilistico che si applica nella statistica inferenziale.
Il primo passo da compiere è la suddivisione della popolazione, dalla quale si intende estrarre il campione, in sottopopolazioni dette "strati", il più possibile omogenei rispetto alla variabile di cui si intende stimare il valore, utilizzando un'altra variabile correlata a quella che costituisce l'oggetto dello studio. Se ad esempio se si vuole studiare l'utilizzo di Internet da parte di persone di età diversa, si suddividerà la popolazione in “gruppi” di età diverse.
Per ciascuno strato si procederà poi ad estrarre un campione (mediante campionamento casuale semplice o campionamento sistematico). Ai fini della stima, verranno poi riuniti i diversi campioni per ottenere il campione globale.
Vantaggi. Questo tipo di campionamento si rivela particolarmente utile quando gli strati, all'interno della popolazione, sono di numerosità molto diversa. In una tale situazione di elevata variabilità del fenomeno, infatti, sarebbe necessario un campione molto ampio. Stratificando la popolazione, invece, è possibile ottenere una adeguata copertura degli strati meno numerosi (ad esempio gli ultra-settantenni che navigano in Internet) anche con un campione di dimensioni ridotte, con un apprezzabile risparmio di tempi e costi di rilevazione.
Non è indispensabile infatti che il numero dei soggetti che compongono il campione all'interno di ciascuno strato sia proporzionale alla dimensione dello strato nella popolazione, né che gli strati siano tutti della stessa numerosità.
Limiti. La principale limitazione del campionamento stratificato è che lo strato di tutte le unità di campionamento, rispetto ai fattori su cui è basata la stratificazione, deve essere noto prima di scegliere il campione (in quanto la procedura di estrazione del campione è comunque probabilistica).
Questo significa anche che deve essere nota la numerosità degli strati.
Successivamente si estrae, mediante una procedura di campionamento casuale semplice (cioè con riposizione), il campione relativo a ciascuno strato, e infine si uniscono tali campioni, ottenendo in questo modo il campione globale.
Non è indispensabile che il numero dei soggetti che compongono il campione all'interno di ciascuno strato sia proporzionale alla dimensione dello strato nella popolazione. In altre parole, si può effettuare un campionamento "non proporzionale". Naturalmente con un campionamento non proporzionale, le inferenze sulla popolazione andranno debitamente aggiustate.
Tra i pregi legati all'utilizzo di un campionamento stratificato vi sono la migliore rappresentatività e uno sfruttamento delle informazioni disponibili sulla popolazione che altre tecniche di campionamento non hanno. La conseguenza pratica di tutto ciò è la capacità di generare stime più efficienti. Si ricorda inoltre come in caso di campionamento stratificato la varianza risulta avere valori più bassi rispetto ad esempio a un campionamento casuale semplice.